# Lukas Malicsek
Lukas Malicsek (Vienna, 6 giugno 1999) è un calciatore austriaco, difensore dell'Admira Wacker M.

## Caratteristiche tecniche
È un difensore centrale.

## Carriera

### Club
Cresciuto nel settore giovanile dell'Admira Wacker M., debutta in prima squadra il 17 luglio 2016 giocando l'incontro di ÖFB-Cup vinto 4-1 contro il Dornbiner  SV.

### Nazionale
Ha giocato nelle nazionali giovanili austriache Under-17, Under-18, Under-19, Under-20 ed Under-21.

## Statistiche
Statistiche aggiornate al 29 gennaio 2021.

### Presenze e reti nei club
| Stagione        | Squadra          | Campionato      | Campionato | Campionato | Coppe nazionali | Coppe nazionali | Coppe nazionali | Coppe continentali | Coppe continentali | Coppe continentali | Altre coppe | Altre coppe | Altre coppe | Totale | Totale | Totale |
| Stagione        | Squadra          | Comp            | Pres       | Reti       | Comp            | Pres            | Reti            | Comp               | Pres               | Reti               | Comp        | Pres        | Reti        | Pres   | Reti   |        |
| --------------- | ---------------- | --------------- | ---------- | ---------- | --------------- | --------------- | --------------- | ------------------ | ------------------ | ------------------ | ----------- | ----------- | ----------- | ------ | ------ | ------ |
| 2016-2017       | Admira Wacker M. | BL              | 1          | 0          | CA              | 1               | 0               |                    | -                  | -                  |             | -           | -           | 2      | 0      |        |
| 2017-2018       | Admira Wacker M. | BL              | 5          | 0          | CA              | 0               | 0               |                    | -                  | -                  |             | -           | -           | 5      | 2      |        |
| 2018-2019       | Admira Wacker M. | BL              | 11         | 0          | CA              | 0               | 0               |                    | -                  | -                  |             | -           | -           | 11     | 0      |        |
| 2019-2020       | Horn             | 1L              | 24         | 1          | CA              | 2               | 0               |                    | -                  | -                  |             | -           | -           | 26     | 1      |        |
| 2020-2021       | Admira Wacker M. | BL              | 8          | 0          | CA              | 1               | 0               |                    | -                  | -                  |             | -           | -           | 9      | 0      |        |
| Totale carriera | Totale carriera  | Totale carriera | 49         | 1          |                 | 4               | 0               |                    | 0                  | 0                  |             | -           | -           | 53     | 1      |        |